# Samuel Putnam
Samuel Putnam (1892-1950) fue un traductor estadounidense y un estudioso de las lenguas romances. También se le conoce como el autor de Paris Was Our Mistress, una memoria sobre los escritores y artistas asociados con la comunidad de expatriados estadounidenses en París en la década de 1920 y comienzo de la de 1930.

## Obra
Se le conoció por su inclinación izquierdista (fue columnista del Daily Worker). Su obra más famosa es su traducción al inglés de Don Quijote de 1949. Es la primera versión de esta obra en la que se puede encontrar un inglés contemporáneo; aunque aún se emplea lenguaje arcaico en la traducción, es en menor medida. El lenguaje es formal cuando es utilizado por personajes cultos, pero rara vez pasado de moda, mientras que los personajes más incultos hablan en un inglés coloquial moderno. Putnam trabajó en la traducción durante doce años antes de que ésta fuera publicada. También publicó The Portable Cervantes, el cual incluía una versión abreviada de su traducción de Don Quijote, así como nuevas traducciones de dos de las Novelas Ejemplares de Cervantes.
Putnam siguió el modelo de John Ormsby, el traductor de la versión de Don Quijote de 1885, añadiendo como prólogo de su obra una extensa introducción que incluía su análisis de la novela y de las previas traducciones de ésta, un resumen de los principios que había seguido para la traducción y una breve biografía del autor. La traducción de Putnam es una de las más valoradas versiones de Don Quijote jamás publicadas, y ha seguido siendo editada desde su primera publicación. Putnam fue también célebre por sus traducciones de la obra de Rabelais.
En 1931 publicó la traducción al español del libro El castillo del prestigioso escritor Franz Kafka.
Putnam fue padre del conocido filósofo estadounidense Hilary Putnam.

## Obras traducidas al inglés
- Don Quijote / Miguel de Cervantes / 1949

## Obras traducidas al español
- El Castillo / Franz Kafka / 1931